# Кримський тролейбус
Кри́мський троле́йбус (крим. Qırım trolleybusı) — тролейбусна мережа, що діє в Сімферополі, Ялті та Алушті та з'єднує ці міста. Є найдовшою тролейбусною мережею у світі. До початку тимчасової окупації Криму Росією, мережа експлуатувалася «Кримським республіканським виробничим підприємством „Кримтролейбус“», після окупації експлуататором стало так зване «Державне підприємство Республіки Крим „Кримтролейбус“». У 2011 році тролейбусами міста було перевезено 93 тис. осіб, що на 78,4 % більше ніж у 2010 році (52 тис. пасажирів).
Міжміська лінія пролягає автошляхом міжнародного значення М18, що є частиною європейського маршруту E105. На дільниці від Сімферополя до Алушти лінія проходить через Кримські гори та Ангарський перевал (752 м); на ділянці від Алушти до Ялти — мальовничим узбережжям Південного берегу Криму. Крім міжміських, в Сімферополі, Алушті та Ялті діють міські тролейбусні маршрути.

## Історія
У жовтні 1958 року Рада міністрів УРСР вирішила будувати першу в СРСР та Європі гірську, міжміську тролейбусну лінію Сімферополь — Алушта — Ялта. Перша черга цієї лінії, Сімферополь — Алушта завдовжки 52 км, була побудована та введена в експлуатацію у рекордні терміни — за 11 місяців. У першій черзі було побудовано два тролейбусних парка: в Сімферополі та Алушті; 16 тягових підстанцій; встановлено понад 3000 опорних стовпів та прокладено понад 200 км контактного дроту. Лінію будували фахівці з понад 80 підприємств з 10 міст України.
У травні 1959 року рішенням Кримського обласного виконкому № 337 було створено «Кримське тролейбусне управління». Влітку 1959 року до Сімферополя надійшли перші 40 тролейбусів: МТБ–82Д та Škoda 8Tr. 12 вересня 1959 року в місті почалося випробовування контактної мережі, а 6 жовтня 1959 року відкрито регулярний рух на міському маршруті № 2 «Залізничний вокзал — Мар'їне» завдовжки 8,5 км. На маршруті працювало 8 тролейбусів МТБ–82Д, за перший місяць роботи було перевезено понад 200 000 пасажирів. Вартість проїзду по місту становила 40 копійок.

Відкриття лінії Сімферополь — Алушта

6 листопада 1959 року відкрито рух тролейбусів міжміською лінією Сімферополь — Алушта. Перший тролейбус здійснив перевезення найкращих будівельників траси до Алушти, а водієм був начальник тролейбусного управління Олександр Миколайович Василенко. Перші машини на міжміській лінії працювали з кондукторами, адже в Сімферополі ще не було зведено тролейбусних кас. Перші вісім місяців роботи кондуктори тролейбусів також виконували функції екскурсоводів — зупинялися на Ангарському перевалі та Кутузівському фонтані, де пасажирам розповідали про визначні місця Криму. Вартість проїзду становила 6 рублів 50 копійок. За перший місяць роботи було перевезено понад 200 тисяч пасажирів.
28 квітня 1961 року відкрито тролейбусний рух по міському кільцю Ялти довжиною 4,5 км. На цьому маршруті тролейбуси працювали з інтервалом 1-2 хвилини. 25 липня 1961 року була повністю відкрита друга черга — Алушта — Ялта довжиною 33 км. Відстань між Сімферополем та Алуштою тролейбуси долали за 1 годину 50 хвилин, між Сімферополем та Ялтою — за 2 години 50 хвилин. Передбачався рух тролейбусів з інтервалом 15-18 хвилин. Після грошової реформи 1961 року вартість проїзду по місту становила 4 копійки, з Сімферополя до Алушти — 65 копійок, з Сімферополя до Ялти — 1 рубль 20 копійок.
Тролейбуси у 1960—1970–х роках працювали у три зміни. Влітку інтервали руху тролейбусів на трасі Сімферополь — Алушта становили в середньому 2 хвилини. У ці роки, для зручності пасажирів, квитки на тролейбуси в Алушту та Ялту продавалися разом із залізничними квитками до Сімферополя в касах Москви, Ленінграда, Києва, Мінська, Харкова, Риги та Вільнюса.
1962 року тролейбусне депо у Сімферополі досягло своєї проєктної потужності у 102 тролейбуса. 1968 року на балансі тролейбусного управління перебувало 212 машин. В цей час активно закуповувалися чехословацькі машини Škoda 8Tr, а згодом і Škoda 9Tr.
1971 року, після припинення трамвайного руху в Сімферополі колишній трамвайний парк було переобладнано на Центральні ремонтні майстерні (ЦРМ).
З січня 1972 року «Кримтролейбус» першим серед підприємств електротранспорту України перейшов на компостерну систему, від якої відмовилися в 1998 році в рамках боротьби з безквитковим проїздом. У 2004 році компостерна система почала запроваджуватися знову.
У 1980–1990–х роках в Сімферополі планувалося прокласти лінії вулицями Козлова — Калініна; Кубанській — Глінки; Генерала Васильєва — Данилова; Калініна — Широкій — Лесі Українки.
2010 року Кримський тролейбус був занесений до Книги рекордів України, як такий, що обслуговувався найстарішим рухомим складом. Йдеться про тролейбуси Škoda 9Tr (1970–х років виробництва). Вже восени 2010 року почалося масштабне оновлення рухомого складу тролейбусами Богдан Т701.10.
29 грудня 2017 окупаційна Рада Міністрів Криму видала «указ» про об'єднання Кримтролейбусу та ДУП РК «Кримавтотранс». Праця над об'єднанням мала буди завершена до 1 березня 2018 р. Але вже 8 лютого постанову було скасовано.

## Маршрути

### Міжміські
Подорож від Сімферополя до Алушти займає 1 годину 30 хвилин, від Сімферополя до Ялти — 2 години 30 хвилин.
Перша перенумерація відбулася 1 лютого 1981 року, коли міжміські маршрути № 11–15 отримали № 51–55, також діяли маршрути № 14А и 15А, до Аеропорту «Заводське», а № 56–60 були віддані приміськім маршрутам, таким чином: маршрут № 11А став 56, із трасою: «Залізничний вокзал — Ангарській перевал».
Маршрути № 57–59 стали приміськими алуштинськими: маршрут № 57: «Тролейбусна станція — Ангарській перевал».
Маршрут № 58: «Тролейбусна станція — Перевальне».
Маршрут № 59: «Тролейбусна станція — Запрудне», а маршрут № 60 став приміським до Ялти: «Тролейбусна станція — Краснокам'янка».
Мінусом цієї системи було те що у приміських маршрутів не було відокремленого діапазону, тому такі маршрути як «Тролейбусна станція Алушта — Запрудне» та «Тролейбусна станція Ялта — Краснокам'янка», були в діапазоні міжміських, а «Тролейбусна станція Алушта — Верхня Кутузівка», та «Тролейбусна станція Ялта — Нікітській ботанічний сад», були навпаки в діапазоні міських.
№ 1 (Алушта): «Тролейбусна станція — Верхня Кутузівка»;
№ 1 (Сімферополь): «Залізничний вокзал — Перевальне»;
№ 1А (Сімферополь): «Центральний ринок — Перевальне»;
№ 1Б (Сімферополь): «Свобода — Перевальне»;
№ 2 (Ялта): «Тролейбусна станція — Нікітській ботанічний сад».
23 березня 2016 році сталась перенумерація:
№ 21–30: приміські Сімферополь;
№ 1 (Сімферополь)→21;
№ 1А (Сімферополь)→22;
№ 1Б (Сімферополь)→23;
№ 31–40: приміські Алушта;
№ 1 (Алушта)→31;
№ 59→32;
№ 41–50: приміські Ялта;
№ 2 (Ялта)→42
№ 60→41;
№ 51–60: міжміські.
| Діючі тролейбусні маршрути   |             |                                             |                                        |                              |                                                                             |
| №                            | Місто       | Кінцевий пункт А                            | Маршрут руху                           | Кінцевий пункт Б             | Примітка                                                                    |
| ---------------------------- | ----------- | ------------------------------------------- | -------------------------------------- | ---------------------------- | --------------------------------------------------------------------------- |
| 1                            | Ялта        | Тролейбусна станція                         |                                        | вулиця Червоноармійська      |                                                                             |
| 2                            | Алушта      | Тролейбусна станція                         |                                        | Професорський куток          | Працює в літній період                                                      |
| 3                            | Ялта        | Тролейбусна станція                         |                                        | Масандра                     |                                                                             |
| 4                            | Сімферополь | Мар'їне                                     | Центральний ринок                      | 7–ма міська лікарня          |                                                                             |
| 5                            |             | Новороманівка                               | площа Московська                       | мікрорайон «Загородний»      |                                                                             |
| 6                            |             | Мар'їне                                     | Залізничний вокзал                     | Центр                        |                                                                             |
| 7                            |             | Свобода                                     |                                        | Балаклавський ринок          |                                                                             |
| 9                            |             | Аеропорт «Сімферополь»                      |                                        | 7–ма міська лікарня          |                                                                             |
| 10                           |             | Аеропорт «Заводське»                        |                                        | вулиця Арабатська            |                                                                             |
| 15                           |             | Мар'їне                                     |                                        | вулиця Маршала Жукова        |                                                                             |
| 16                           |             | Мар'їне                                     |                                        | Агроуніверситет              |                                                                             |
| 17                           |             | Аеропорт «Сімферополь»                      |                                        | мікрорайон «Кам'янка»        |                                                                             |
| 21                           |             | Залізничний вокзал                          |                                        | Перевальне                   |                                                                             |
| 22                           |             | Перевальне                                  |                                        | Центральний ринок            |                                                                             |
| 23                           |             | Перевальне                                  |                                        | Свобода                      |                                                                             |
| 23А                          |             | Перевальне                                  |                                        | мікрорайон «Загородний»      |                                                                             |
| 31                           | Алушта      | Тролейбусна станція                         |                                        | Верхня Кутузівка             |                                                                             |
| 32                           |             | Алушта (тролейбусна станція) — Запрудне     |                                        |                              |                                                                             |
| 41                           |             | Краснокам'янка — Ялта (тролейбусна станція) |                                        |                              |                                                                             |
| 42                           |             | Радянська площа                             |                                        | Нікітський ботанічний сад    |                                                                             |
| 51                           |             | Сімферополь (залізничний вокзал)            |                                        | Алушта (тролейбусна станція) |                                                                             |
| 52                           |             | Сімферополь (залізничний вокзал)            | Алушта (автовокзал)                    | Ялта (тролейбусна станція)   |                                                                             |
| 53                           |             | Алушта (тролейбусна станція)                |                                        | Ялта (тролейбусна станція)   |                                                                             |
| 54                           |             | Сімферополь (аеропорт)                      |                                        | Алушта (тролейбусна станція) | Закритий 1 червня 2018                                                      |
| 55                           |             | Сімферополь (аеропорт)                      | Алушта (автовокзал)                    | Ялта (тролейбусна станція)   |                                                                             |
| 55А                          |             | Сімферополь (аеропорт)                      | Алушта (тролейбусна станція)           | Ялта (тролейбусна станція)   |                                                                             |
| Закриті тролейбусні маршрути |             |                                             |                                        |                              |                                                                             |
| 1А                           | Алушта      | Тролейбусна станція                         | Верхня Кутузівка — Професорський куток | Тролейбусна станція          | Працював взимку                                                             |
| 2                            | Сімферополь | Мар'їне                                     | готель «Україна»                       | Залізничний вокзал           |                                                                             |
| 4                            | Ялта        | Тролейбусна станція                         |                                        | Радянська площа              | Працював лише у «години-пік» у липні — серпні з 1982 по 1987 роки           |
| 5А                           | Сімферополь | Московська площа                            |                                        | Аеропорт «Заводське»         | Після відкриття маршруту № 11 — за трасою «Новороманівка — Радянська площа» |
| 8А                           |             | 7–ма міська лікарня                         |                                        | площа Куйбишева              |                                                                             |
| 13А                          |             | вулиця Глінки                               |                                        | Автовокзал (готель «Москва») |                                                                             |

У перспективі планується булівництво тролейбусної ліній по вулиці Героїв Сталінграду.
<

Схема міських маршрутів в Алушті
Схема міських маршрутів у Сімферополі
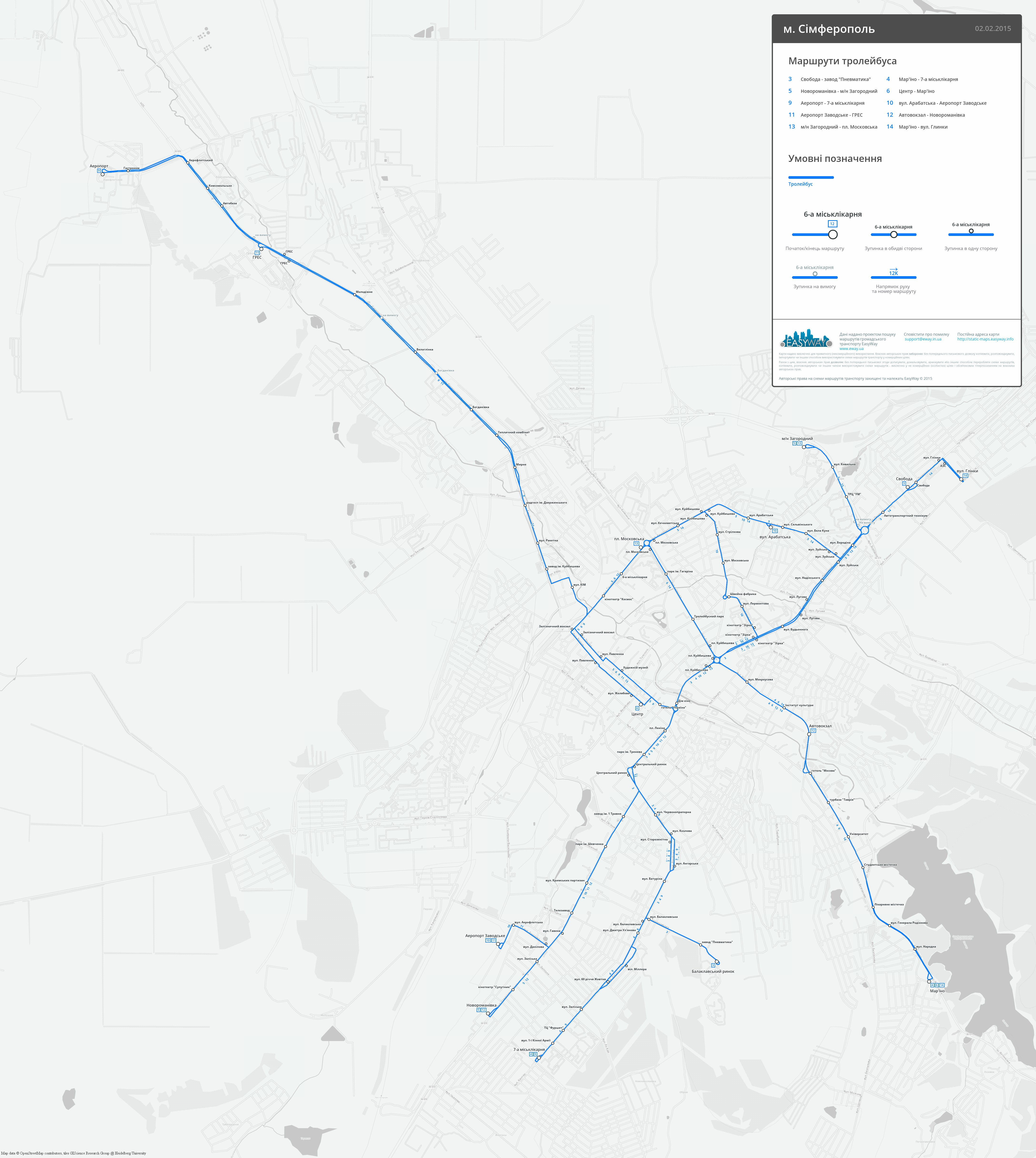
Схема міських маршрутів у Сімферополі
Схема міських маршрутів у Ялті
Дорога Сімферополь — Ялта в районі Ангарського перевалу

## Рухомий склад

### Пасажирські тролейбуси

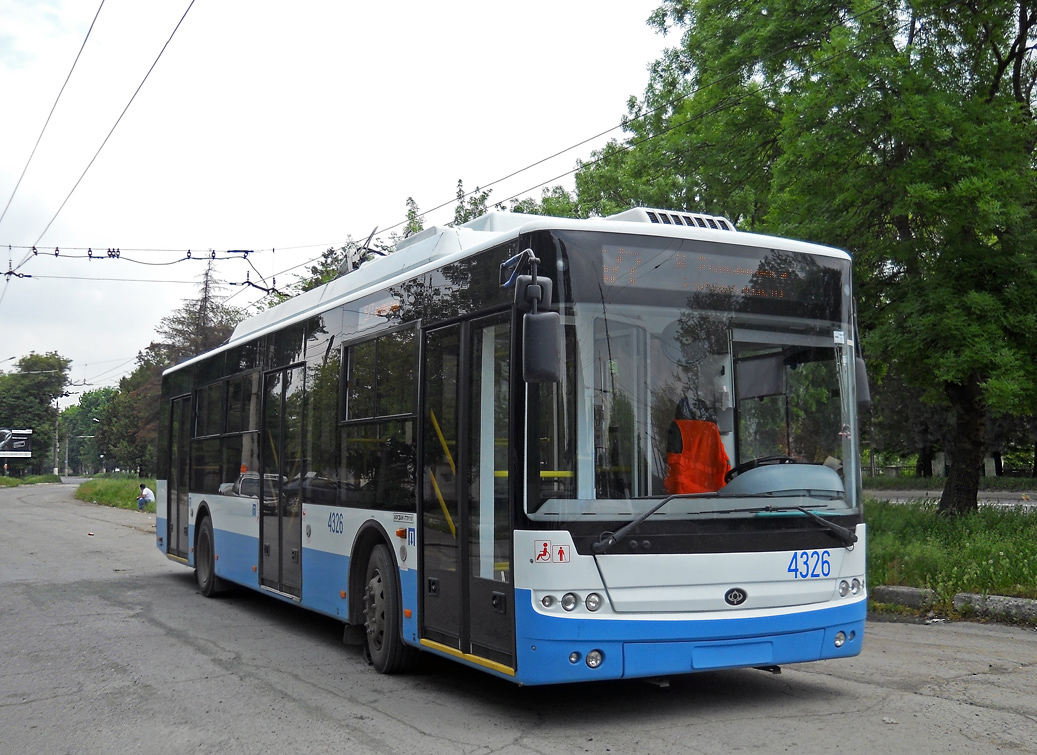
Богдан Т701.10 у Сімферополі

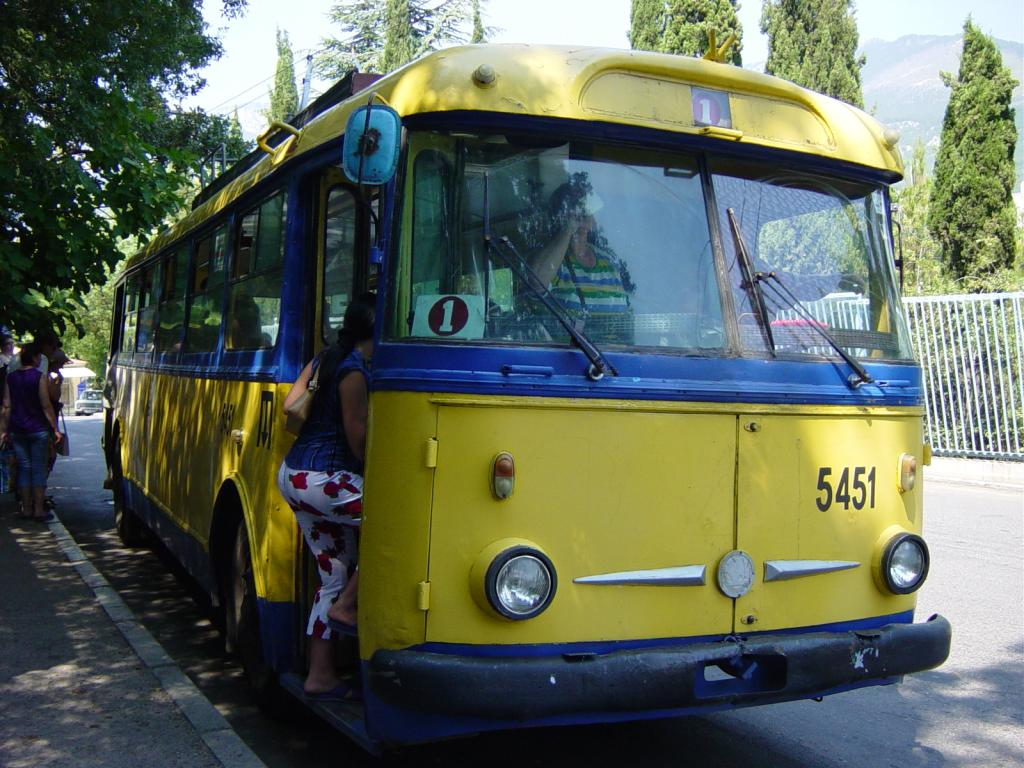
Škoda 9Tr у Ялті

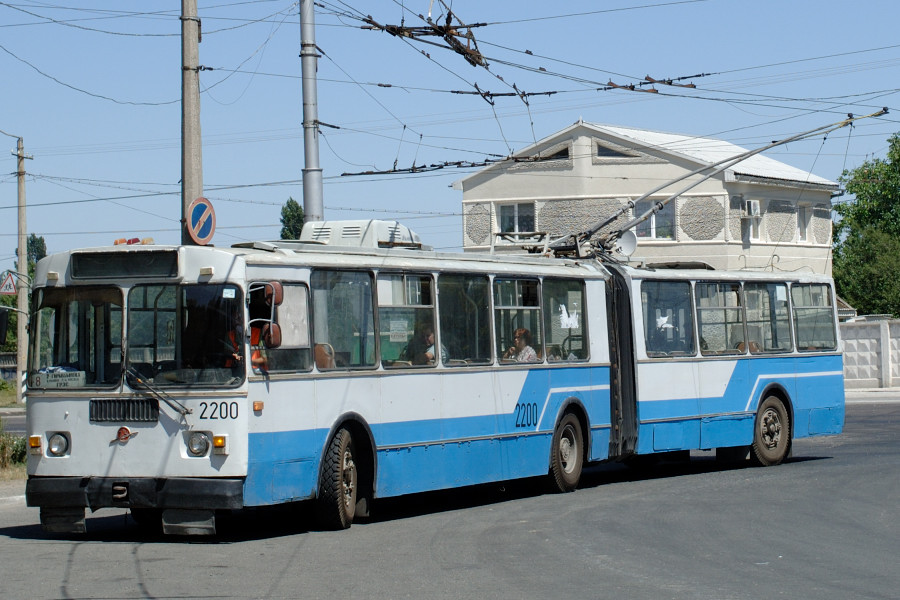
ЗіУ-620501 (№ 2200)

На квітень 2014 року перед окупацією кримським тролейбусом експлуатується 253 пасажирські тролейбуси:
- Škoda 9Tr — 68 пасажирських та 10 службових тролейбусів 1968–1982 років.
- Škoda 14Tr — 71 пасажирський та 1 службовий тролейбус 1984–1990 років.
- Škoda 15Tr — 3 тролейбуси 1990 року.
- ЮМЗ Т1 — 8 тролейбусів 1993–1995 років. Усі списані впродовж 2009–2011 років.
- ЮМЗ Т2 — 1 тролейбус 1995 року. Тролейбусу у 2000–і роки було розбито передню частину. Списаний 2011 року.
- ЮМЗ Т2.09 — 2 тролейбуси. Ця модель була розроблена «Південмашем» спеціально для міжміської гірської траси кримського тролейбуса. Перші 12 екземплярів цієї моделі були направлені кримському тролейбусу на випробування, проте 7 з них були згодом передані в Керч, а 2 залишилися працювати в Сімферополі.
- Київ–12.03 — 3 тролейбуси 2004 року.
- Київ–12.04 — 1 тролейбус, презентаційний екземпляр 2004 року.
- БКМ–321 — 5 тролейбусів 2008 року.
- Богдан Т701.10 — 52 тролейбуси на міських маршрутах 2010–2011 років.
- Богдан Т701.15 — 30 тролейбусів для обслуговування міжміських гірських трас 2010–2011 років.
- Богдан Т601.11 — 10 тролейбусів на міських маршрутах 2011 року.
- Богдан Т801.10 — 2 тролейбуси міжміських гірських трас 2011 року.
- Тролза 5265.00 «Мегаполіс» — 1 тролейбус для роботи на міських маршрутах в Сімферополі з 2014 року.
- Тролза 5265.02 «Мегаполіс» — 30 електробусів з динамічної підзарядкою для обслуговування міських маршрутів в Сімферополі з 2016 року.
- Тролза 5265.05 «Мегаполіс» — 40 електробусів з динамічної підзарядкою для міжміських маршрутів з 2016 року.

У минулому використовувалися також такі моделі:
- Škoda 8Tr — 40 тролейбусів. У 1959 році було куплено 20 дводверних і 10 тридверних машин. У 1964 році з Києва було отримано ще 10 тролейбусів в замін на відправлені туди 10 тролейбусів МТБ–82Д.

- МТБ–82Д — 10 тролейбусів. Були придбані в 1959 році. У 1964 році були передані в Київ в замін на 10 отриманих звідти тролейбусів Skoda 8Tr.
- ЗіУ–683 — 3 тролейбуси були придбані 1994 року. Один був списаний 2008 року, інші два — у листопаді 2010 року.

### Вантажні тролейбуси
На балансі також перебували вантажні тролейбуси КТГ:
- ТГ–3 — 5 тролейбусів, з яких усі списані, останні у 2010—2011 роках.
- КТГ–2 — 2 тролейбуси, з яких усі списані, останній 2011 року.
- КТГ–1 — 4 тролейбуси, з яких усі списані, останні 2011 року.
- ДТУ–10 — дизель–тролейвоз із двома електромоторами потужністю 172 кВт. Розроблений в 1961 році в інституті УкрНДІПроект на базі вантажівки КрАЗ–219. Деякий час цей тролейвоз працював на міжміській лінії Сімферополь — Ялта, проте наприкінці 1960–х років був знову перероблений на вантажівку, через незадоволення потреб керівництва підприємства[5].

## Тролейбусні депо
| №         | Місто       | Назва депо                                                                               | Рік відкриття | Кількість РС | Експлуатуемиє моделі                                                                                               |
| --------- | ----------- | ---------------------------------------------------------------------------------------- | ------------- | ------------ | --- |
| 7000–8999 | Алушта      | Алуштинській тролейбусний парк                                                           | 1960          | 67           | |
| 1000–4999 | Сімферополь | Сімферопольській тролейбусний парк № 1                                                   | 1959          | 180          | (раніше моделі Škoda 9Tr, Škoda 14Tr, Škoda 15Tr, ЮМЗ Т1, ЮМЗ Т2.09, ЗіУ–683, Київ–12.03, БКМ–32102, ТГ–3 і КТГ 2) |
| 1000–4999 | Сімферополь | Центральні тролейбусні ремонтні майстерні, раніше Сімферопольській тролейбусний парк № 2 |               |              | |
| 5000–6999 | Ялта        | Ялтинській тролейбусний парк                                                             | 28.04.1961    | 56           | (моделей Škoda 9Tr і Škoda 14Tr).                                                                                  |

- Сімферопольське тролейбусне депо (СТД) нині експлуатує 180 тролейбусів (раніше моделі Škoda 9Tr, Škoda 14Tr, Škoda 15Tr, ЮМЗ–Т1, ЮМЗ–Т2.09, ЗіУ–683, Київ 12.03, БКМ–32102, ТГ–3 і КТГ–2). Тролейбуси Сімферопольського депо мають порядкові номери 1000–4999.
- Центральні тролейбусні ремонтні майстерні. Донедавна у Сімферополі також працював тролейбусний парк № 2, проте його було перероблено на Центральні тролейбусні ремонтні майстерні.
- Алуштинське тролейбусне депо (АТД) сьогодні експлуатує 67 тролейбусів (моделей Škoda 14Tr, Škoda 9Tr і Київ 12.04). Тролейбуси Алуштинського депо носять порядкові номери 7000—8999. Депо було відкрите у 1960 році.
- Ялтинське тролейбусне депо (ЯТД) сьогодні експлуатує 56 тролейбусів (моделей Škoda 9Tr і Škoda 14Tr). Тролейбуси Ялтинського депо носять порядкові номери 5000—6999.

## Галерея

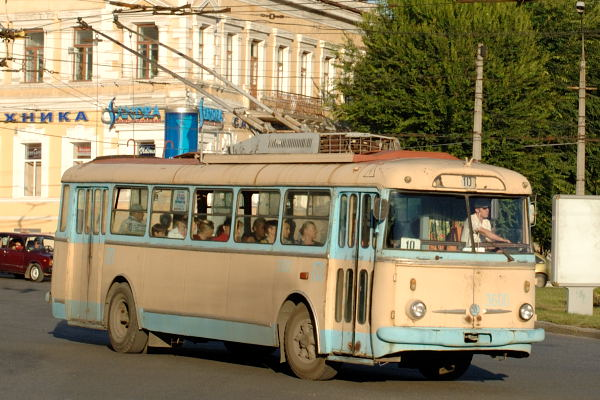
Škoda 9Tr у Сімферополі
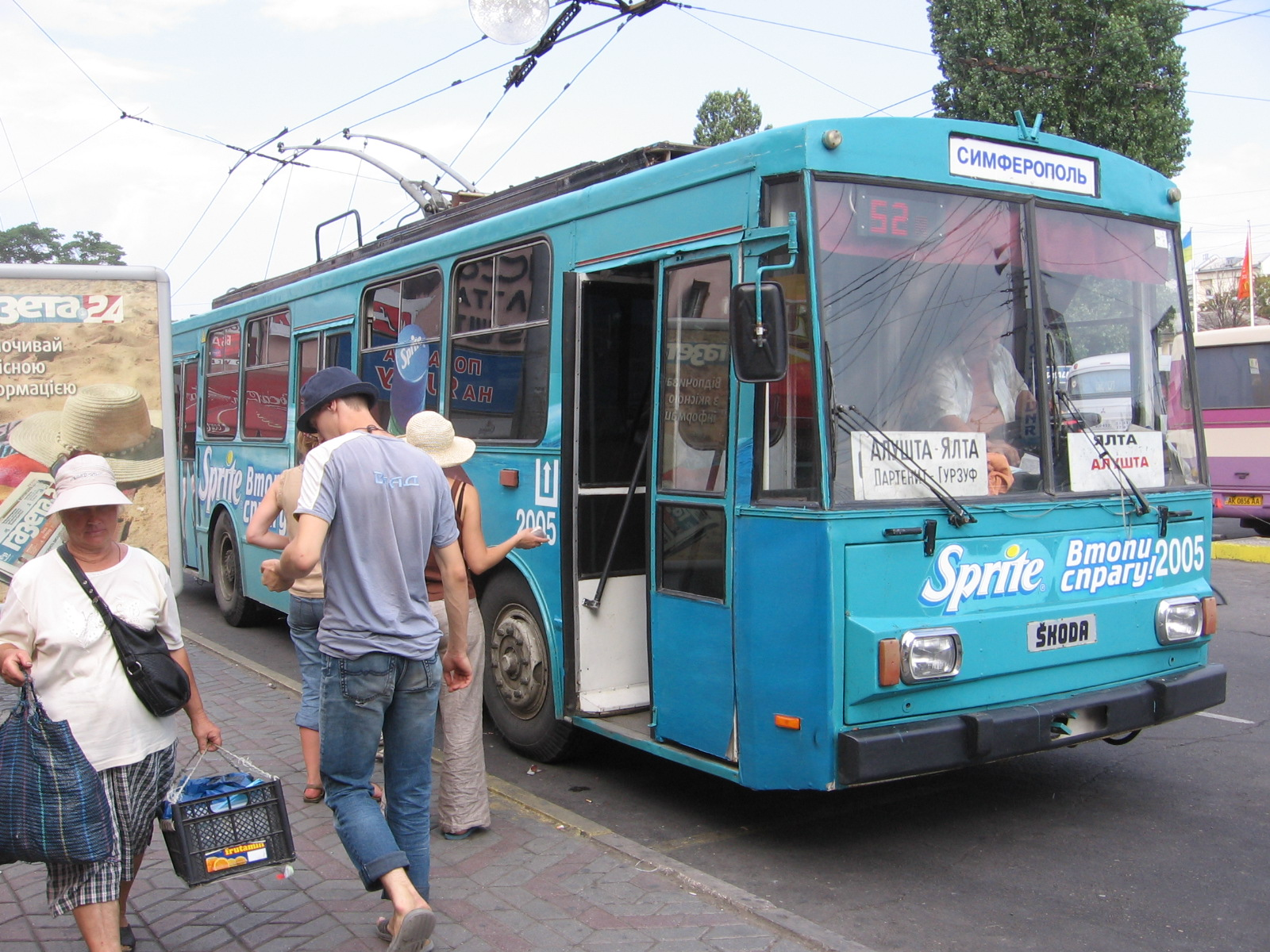
Škoda 14Tr на кінцевій зупинці у Сімферополі
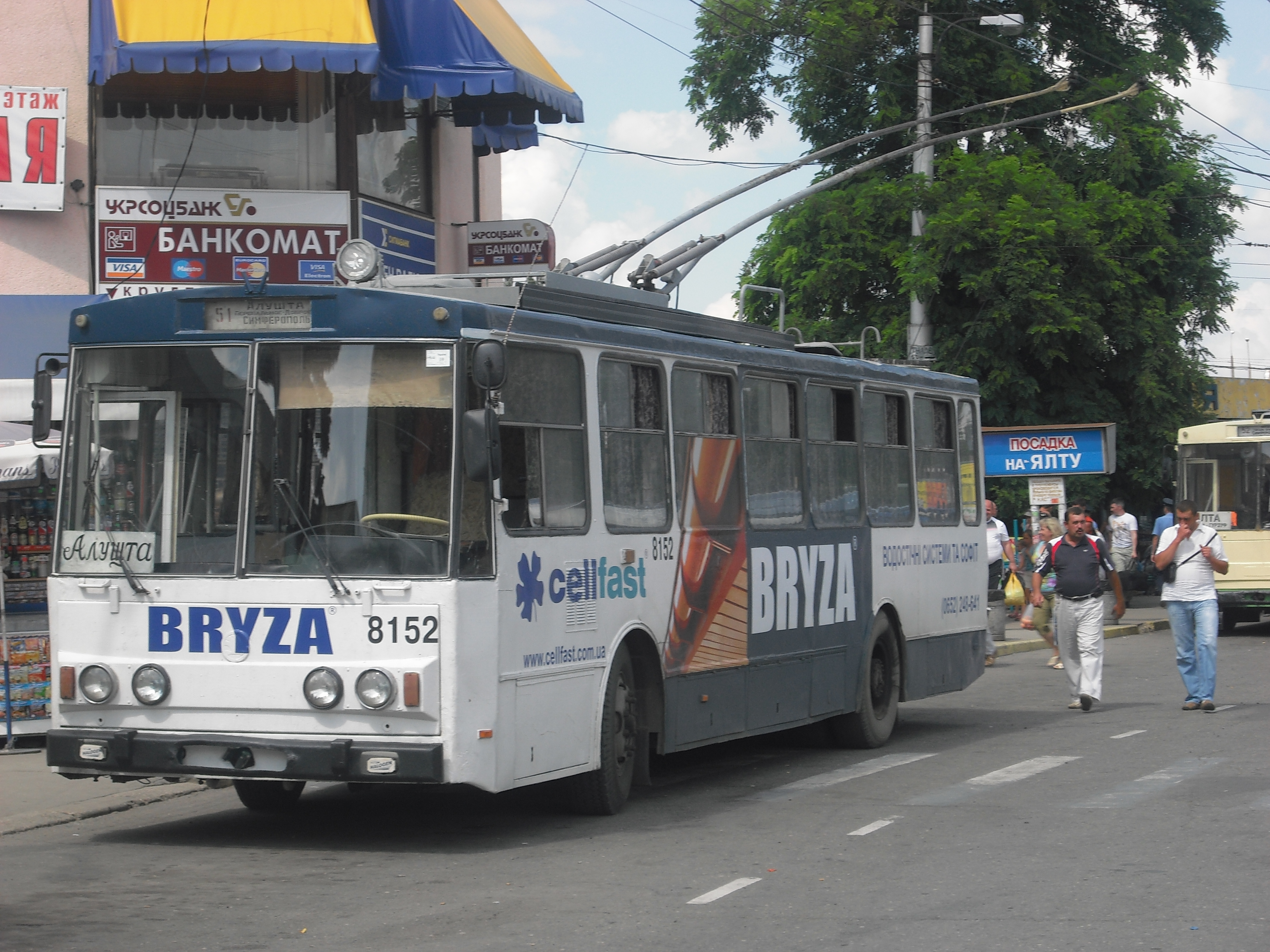
Тролейбус Skoda 14Tr за міжміським маршрутом на кінцевій зупинці у Сімферополі
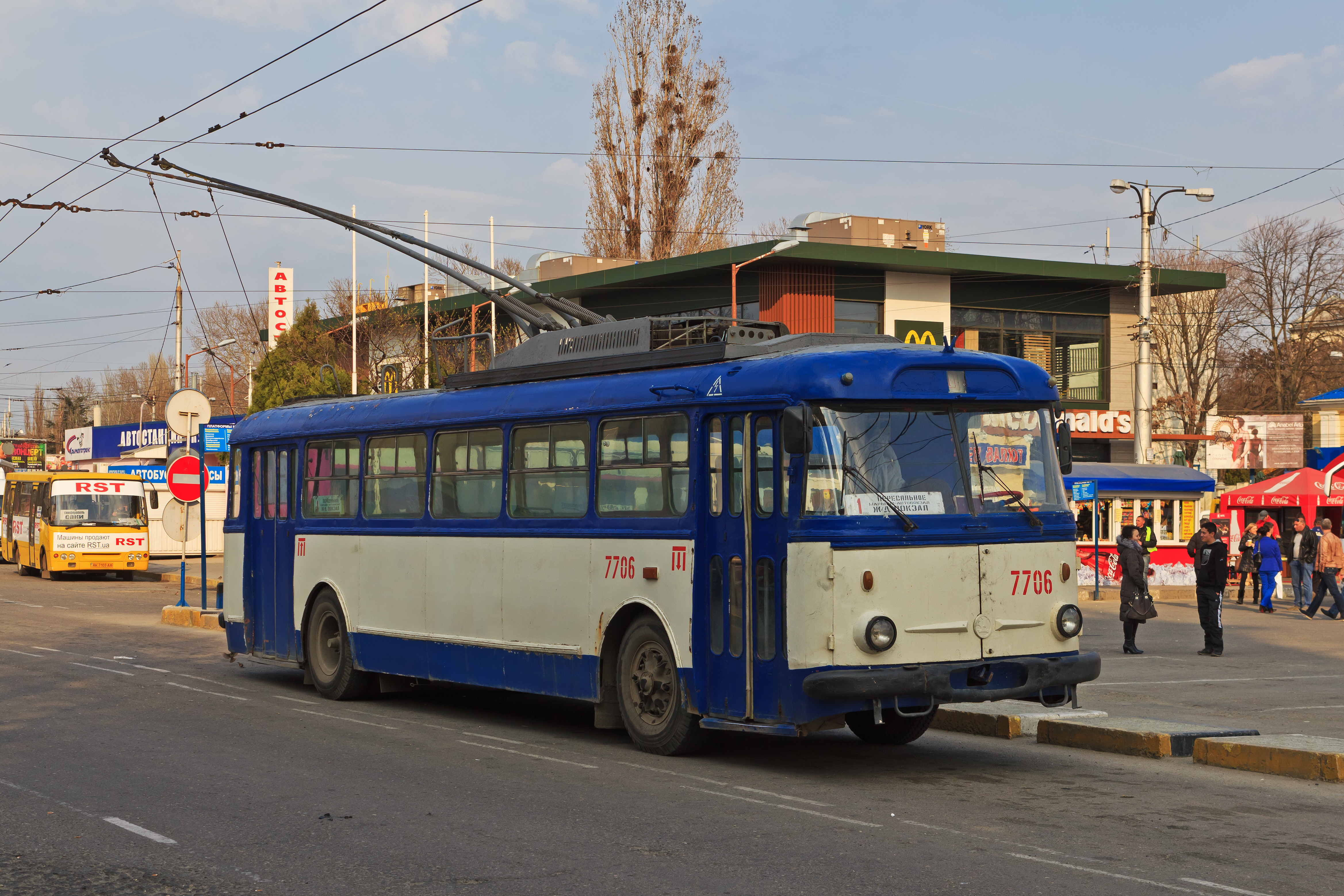
Škoda 9Tr у Сімферополі
Разовий квиток для проїзду в тролейбусах міського сполучення
Разовий квиток для проїзду в тролейбусах міського сполучення на один день